# Sparbambus
Sparbambus Zhang, Woon & Li, 2006 è un genere di ragni appartenente alla famiglia Salticidae.

## Etimologia
Il nome del genere deriva da una prima parte Spar- che richiama la sottofamiglia di appartenenza (gli Spartaeinae) e da una seconda parte, -bambus, che ne richiama l'habitat di ritrovamento.

## Caratteristiche
Ha molte peculiarità in comune con il genere Wanlessia Wijesinghe, 1992.
Le femmine hanno una lunghezza che non supera i 6,6 millimetri. I maschi sono più piccoli e più slanciati.

## Habitat
Gli esemplari rinvenuti finora erano nei bambù, ma si pensa che questo possa non essere l'habitat esclusivo e specifico di questi ragnetti. Sembra comunque condividere le abitudini del ragno Paracyrba wanlessi che si nutre di animaletti nelle cavità di grossi bambù, tipo Gigantochloa scortechinii.

## Distribuzione
L'unica specie oggi nota di questo genere è stata rinvenuta in Malaysia.

## Tassonomia
A giugno 2011, si compone di una specie:
- Sparbambus gombakensis Zhang, Woon & Li, 2006[3] — Malesia